# Kamado-jinja
Le Kamado-jinja (竈門神社) est un sanctuaire shinto situé à Dazaifu, dans la préfecture de Fukuoka, au Japon.
Situé sur la frontière entre les villes de Dazaifu et Chikushino, le Hōman-zan est vénéré depuis les temps anciens comme montagne sacrée. Il est dédié à l'empereur Ōjin, l'impératrice Jingū et Tamayori-bime. La zone périphérique du Mont Hōman, y compris le sanctuaire, est un site historique national.

## Histoire
Le sanctuaire est supposé avoir été fondé par l'empereur Tenji quand il a construit un château entouré d'eau et déplacé l'autorité à Dazaifu à l'actuelle Tofurō Ruines à des fins défensives en 664, en raison de sa défaite à la bataille de Hakusukinoe en août de l'année précédente. Il a consacré le sanctuaire à des milliers de dieux du mont Hōman, qui fait face à une direction de malchance. Il dispose de deux sanctuaires, l'un au pied de la montagne et l'autre à son apogée. Il y avait une troisième sanctuaire à mi-chemin de la colline, mais seulement ses ruines restent aujourd'hui. Le sanctuaire supérieur a été fondé en l'honneur de Tamayori-bime apparaissant tandis que le moine Shinren effectuait sa formation ascétique en 683. Il est également connu pour être un endroit idéal pour faire des hanami au printemps, et de nombreuses personnes se rendent à l'automne pour voir le feuillage d'automne.

## Galerie d'images

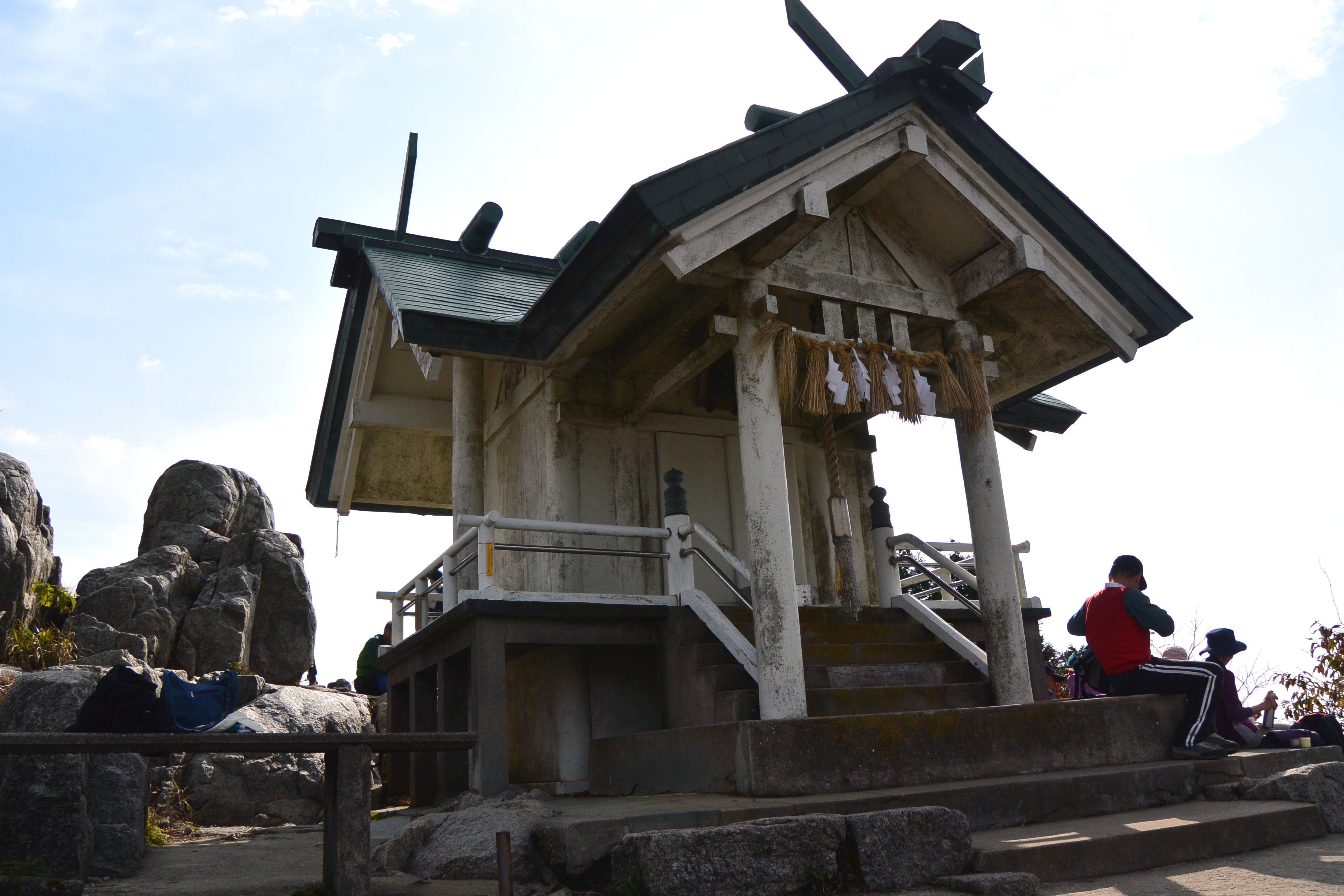
Le sanctuaire supérieur au sommet du mont Hōman.
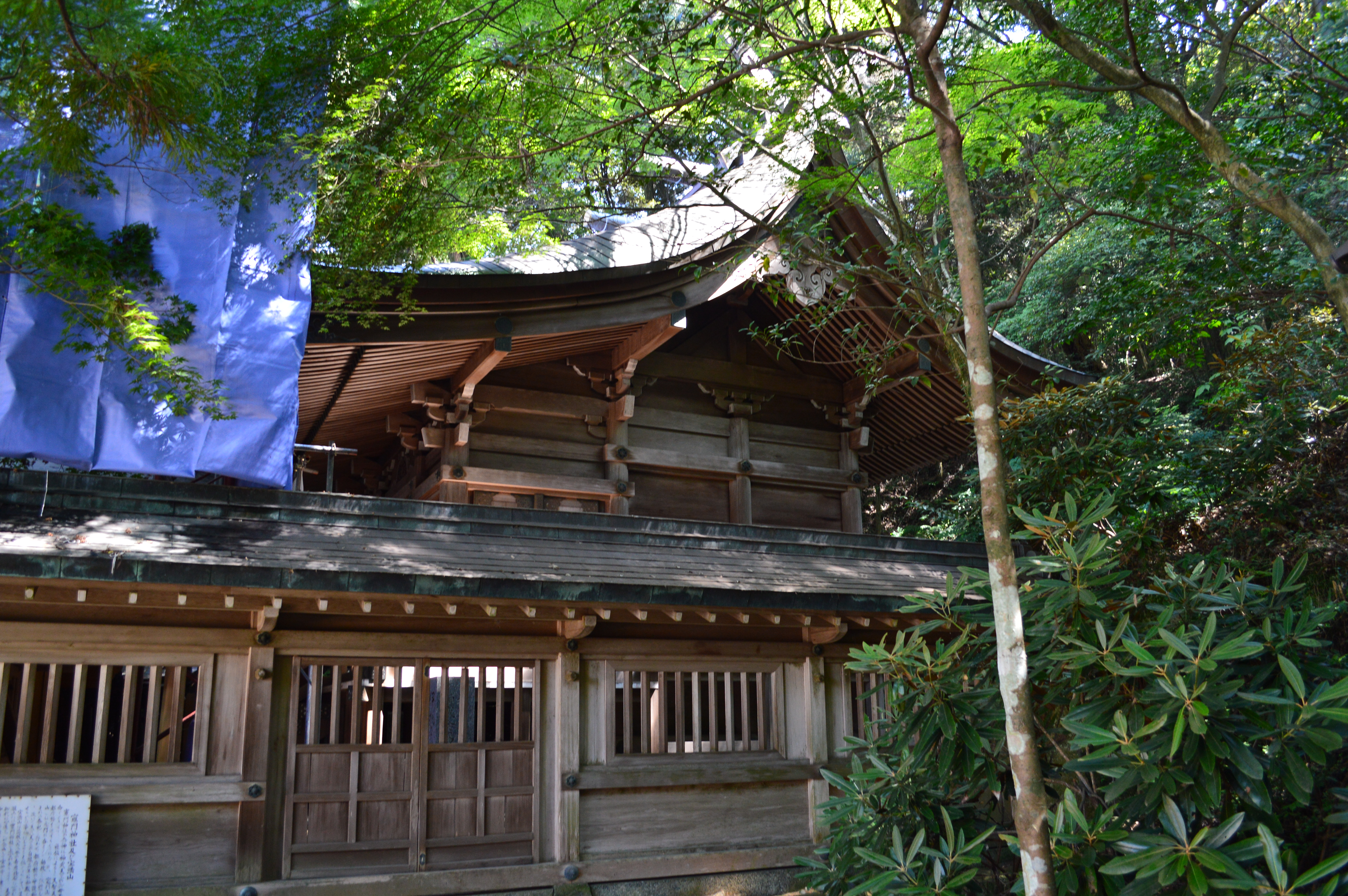
Le Ge-gu honden du sanctuaire au pied de la montagne.
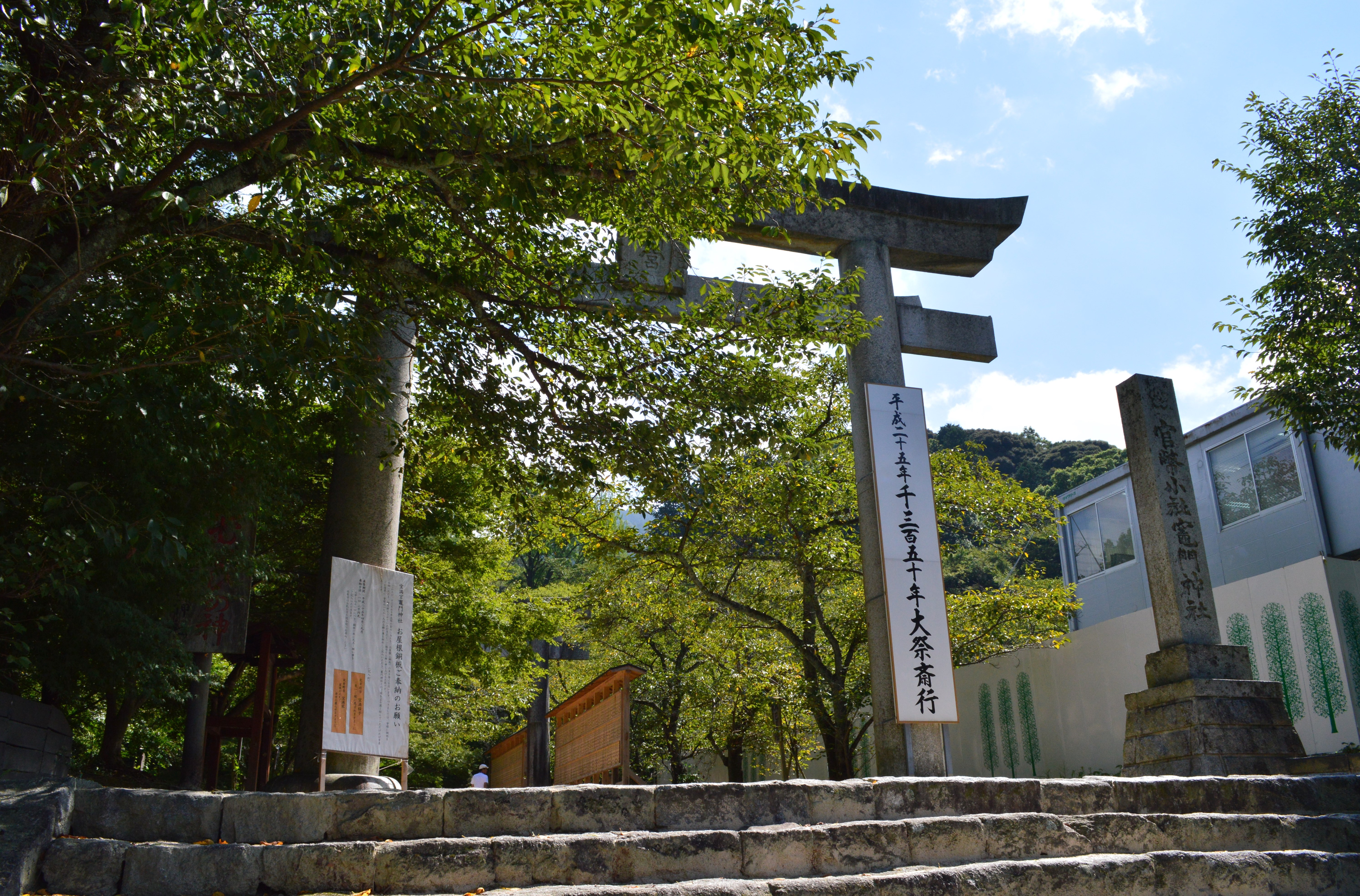
Le premier torii en bas.
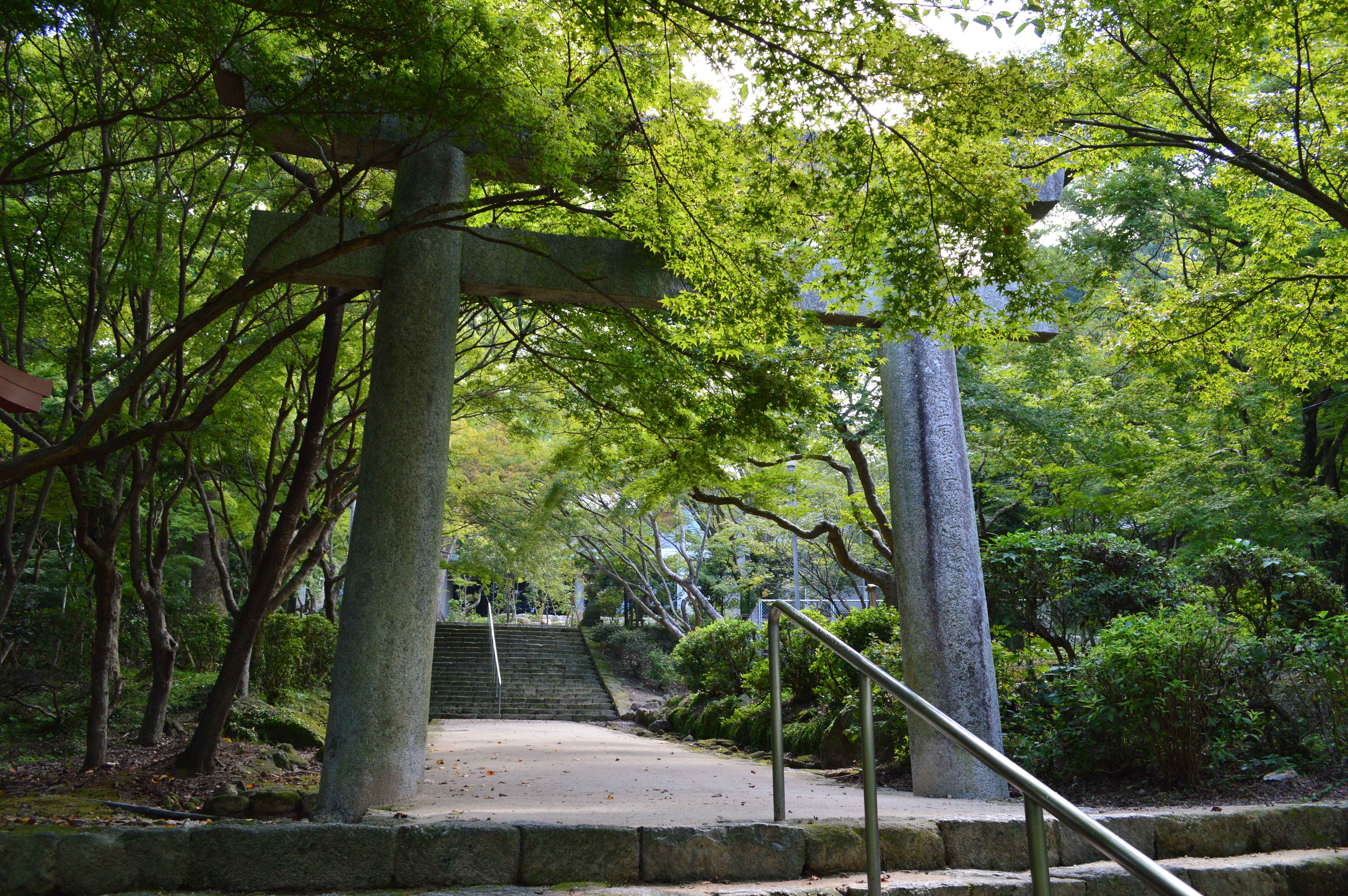
La troisième torii
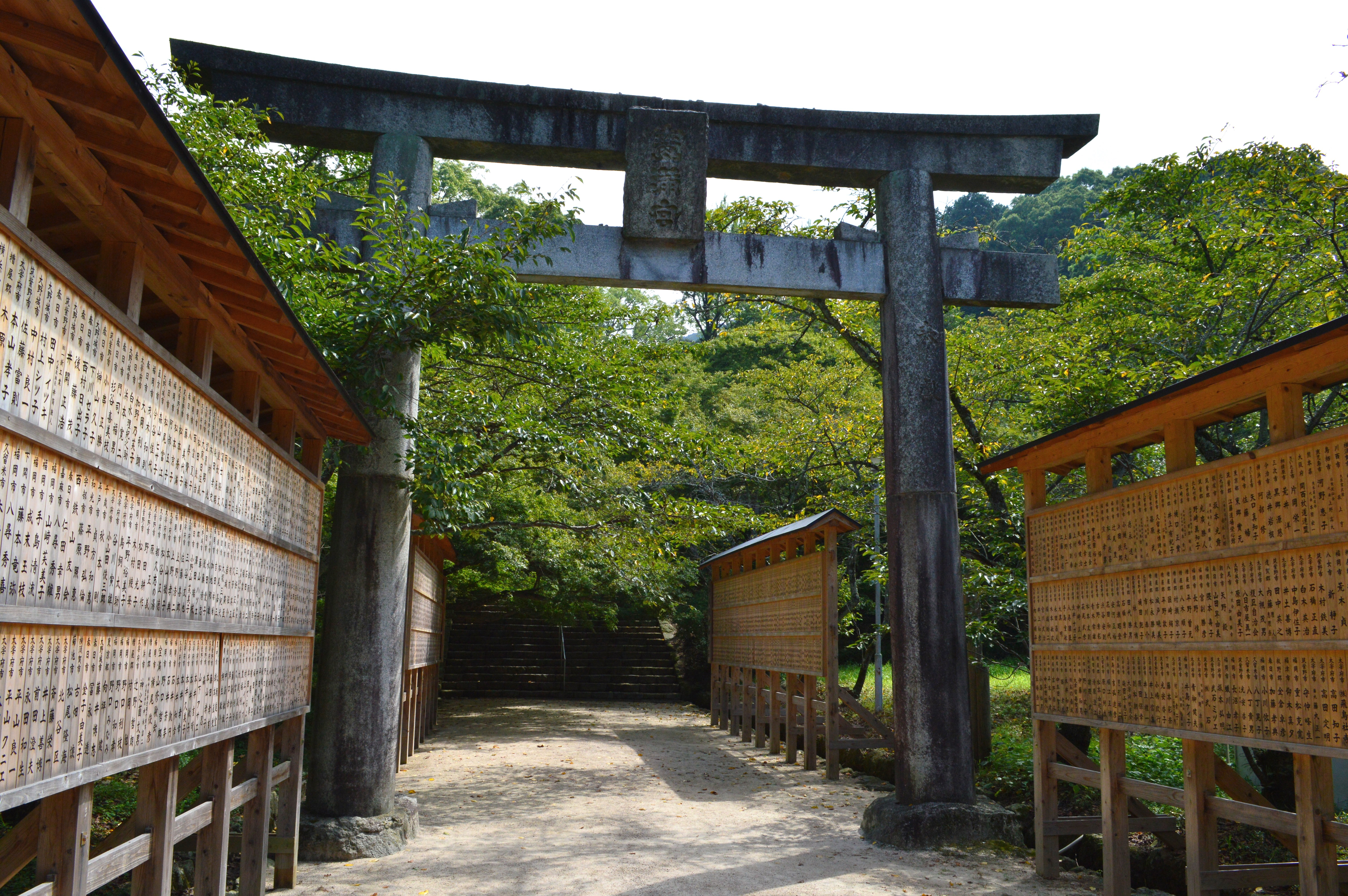
La deuxième torii

## Source de la traduction
- (en) Cet article est partiellement ou en totalité issu de l’article de Wikipédia en anglais intitulé « Kamado-jinja » (voir la liste des auteurs).